# Never Change
Never Change és el tercer senzill extret del tercer àlbum d'estudi de Fightstar, Be Human, i es va lliurar el 20 de juliol del 2009.
Tot i així, el vídeo musical ja va aparèixer prèviament a Kerrang! T.V, MTV2 i Scuzz.

## Llista de pistes
CD:
1. "Never Change" (Radio Edit) - 2:58
2. "A Short History Of The World" - 4:14

Descàrrega digital:
1. "Never Change" (Radio Edit) - 2:58
2. "Never Change" (Acoustic) - 3:06
3. "Never Change" (Album Demo) - 3:32
4. "A Short History of The World" - 4:14
5. "These Days" - 3:20

- "These Days" és una cançó versionada (cover) de Jackson Browne.
- A la cançó "A Short History Of The World" apareixen les lletres "Intellects vast and cool and unsympathetic, regarded this earth with envious eyes, and slowly and surely drew their plans against us" ("Gran, fred i antipàtic intel·lecte, va considerar aquesta terra amb ulls envejosos, i lentament i segurament va assenyalar els seus plans contra nosaltres", en català) que és una cita presa directament de "The War Of The Worlds" (La guerra dels mons).

## Posició a les llistes
| Llista (2008)    | Posició |
| ---------------- | ------- |
| UK Singles Chart | 132     |
| UK Rock Chart    | 4       |
| UK Indie Chart   | 11      |

## Personal

### Membres de la banda
- Charlie Simpson — Veu, Guitarra, Teclat
- Alex Westaway — Veu, Guitarra
- Dan Haigh — Baix
- Omar Abidi — Bateria, Percussió

### Altres contribucions
- Produced per Carl Bown and Fightstar
- Enginyeria per Chris Potter
- Mesclat per David Bendeth
- Enregistrat a Treehouse Studios, Chesterfield, Derbyshire, Londres
- Artwork per Ryohei Hase